# كينيث لامار هولاند
كينيث لامار هولاند (بالإنجليزية: Kenneth Lamar Holland)‏ هو محامي وسياسي أمريكي، ولد في 24 نوفمبر 1934 في هيكري في الولايات المتحدة. حزبياً، نشط في الحزب الديمقراطي. وقد انتخب عضو مجلس النواب الأمريكي.